# Revolução Pernambucana
A Revolução Pernambucana, também conhecida como Revolução dos Padres, foi um movimento de caráter liberal e republicano que eclodiu no dia 6 de março de 1817 em Pernambuco, no Brasil. Dentre as suas causas, destacam-se a influência das ideias iluministas propagadas pelas sociedades maçônicas contra o absolutismo monárquico português e os enormes gastos da Família Real e seu séquito recém-chegados ao Brasil — a Capitania de Pernambuco, então a mais lucrativa da colônia, era obrigada a enviar para o Rio de Janeiro grandes somas de dinheiro para custear salários, comidas, roupas e festas da Corte, o que dificultava o enfrentamento de problemas locais (como a seca ocorrida em 1816) e ocasionava o atraso no pagamento dos soldados, gerando grande descontentamento no povo pernambucano.
Único movimento por liberdade do período de dominação portuguesa que ultrapassou a fase conspiratória e atingiu o processo de tomada do poder, a Revolução Pernambucana provocou o adiamento da aclamação de João VI de Portugal como Rei e o atraso da viagem de Maria Leopoldina da Áustria para o Rio de Janeiro, mobilizando forças políticas e suscitando posicionamentos e repressões em todo o Reino do Brasil. Foi durante a insurreição de 1817 que a República foi proclamada pela primeira vez em terras brasileiras.
A repressão foi violenta. Quatorze revoltosos foram executados pelo crime de lesa-majestade (a maioria enforcados e esquartejados, enquanto outros foram fuzilados), e centenas morreram em combate ou na prisão. Ainda em retaliação, Dom João VI desmembrou a então comarca das Alagoas do território pernambucano (sete anos mais tarde, Dom Pedro I tiraria de Pernambuco as terras que correspondem ao atual Oeste da Bahia como punição pela Confederação do Equador). Apenas na data de sua coroação, em 6 de fevereiro de 1818, Dom João VI ordenou o encerramento da devassa. Diferentemente da Inconfidência Mineira, cujo mártir Tiradentes era trabalhador braçal, e da Conjuração Baiana, que resultou na execução de quatro jovens negros e pardos, no movimento pernambucano os homens condenados à morte eram em sua maioria brancos e de classes sociais mais abonadas.
A Revolução Pernambucana contou com relativo apoio internacional: os Estados Unidos, que dois anos antes tinham instalado no Recife o seu primeiro Consulado no Brasil e no Hemisfério Sul devido às relações comerciais com Pernambuco, mostraram-se favoráveis à insurreição, bem como os ex-oficiais de Napoleão Bonaparte que pretendiam resgatar o seu líder do cativeiro em Santa Helena, levá-lo a Pernambuco e depois a Nova Orleans. Os revolucionários, oriundos de várias partes da colônia, tinham como objetivo principal a conquista da Independência do Brasil em relação a Portugal, com a implantação de uma república federalista inspirada nos Estados Unidos. O movimento abalou a confiança na construção do império americano sonhado por Dom João VI, e por este motivo é considerado o precursor da independência conquistada em 1822.

## Antecedentes

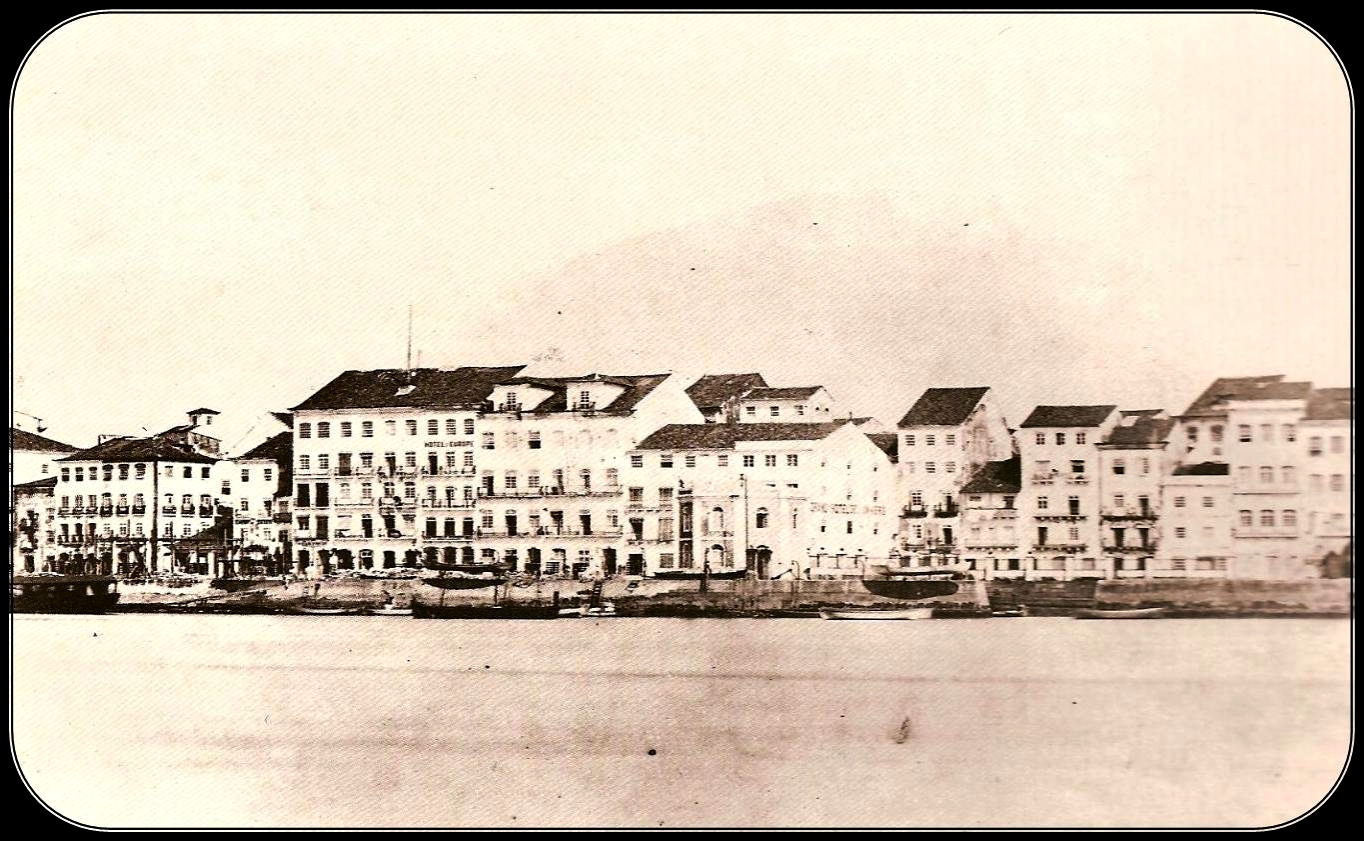
A cidade do Recife meio século após a Revolução Pernambucana.

No começo do século XIX, Pernambuco era a capitania mais rica do Brasil. Recife e Olinda, as duas maiores urbes pernambucanas, tinham juntas cerca de 40 mil habitantes (o Rio de Janeiro, capital da colônia, possuía 60 mil habitantes). O porto do Recife escoava grande parte da produção de algodão — a fibra pernambucana era de alta qualidade, usada na produção de têxteis luxuosos na França e Inglaterra — e o açúcar de centenas de engenhos da Zona da Mata, cujo litoral se estendia da foz do rio São Francisco até a vila de Goiana. Além de sua importância econômica e política, os pernambucanos tinham participado de diversas lutas libertárias. A primeira e mais importante tinha sido a Insurreição Pernambucana, em 1645. Depois, na Guerra dos Mascates, foi aventada a possibilidade de proclamar a independência de Olinda.
As ideias liberais que entravam em terras brasileiras junto com os viajantes estrangeiros e por meio de livros e de outras publicações, incentivavam o sentimento de revolta entre a elite pernambucana, que participava ativamente, desde o fim do século XVIII, de sociedades secretas. Em 1796, o naturalista Manuel Arruda Câmara fundou a Sociedade Secreta Areópago de Itambé, primeira loja maçônica do Brasil, que difundiu ideias libertárias, contra a repressão colonial. Havia ainda a Patriotismo, a Restauração, a Pernambuco do Oriente e a Pernambuco do Ocidente, que serviam como locais de discussão e difusão das "infames ideias francesas". Nelas, reuniam-se intelectuais religiosos e militares, para elaborar planos para a revolução.
A fundação do Seminário de Olinda, filiado a ideias iluministas, deve ser levada em consideração. Não é por outro motivo que o levante ficaria conhecido como "revolução dos padres", dada a participação do clero católico. Frei Caneca tornar-se-ia um símbolo disso.
Em 1801 ocorreu a Conspiração dos Suassunas, cujo objetivo era constituir em Pernambuco uma república sob a proteção de Napoleão Bonaparte. Participaram os membros do Areópago e do Seminário de Olinda, com a liderança de Francisco de Paula, Luís Francisco e José Francisco de Paula Cavalcanti de Albuquerque, proprietários do Engenho Suassuna e homens de relevo econômico e social. Dois dos irmãos Suassuna foram presos e tiveram seus bens sequestrados, e o terceiro, que se encontrava em Lisboa, de onde se correspondera comprometedoramente com os dois outros, fugiu para a Inglaterra. Os irmãos estariam, supõe-se, à espera de um ataque espanhol ao Reino de Portugal, decorrente da aliança entre Paris e Madri, pelo que tentaram criar um governo de defesa da capitania — um ensaio prematuro da fórmula de emancipação adotada depois na América hispânica.

A bandeira da Revolução Pernambucana de 1817 inspirou a atual bandeira de Pernambuco. As três estrelas representavam Pernambuco, Paraíba e Rio Grande do Norte, e outras estrelas seriam inseridas ao passo que outras capitanias do Brasil aderissem oficialmente à confederação.

### Causas imediatas
- Presença maciça de portugueses na liderança do governo e na administração pública;
- Criação de novos impostos por Dom João VI provocando a insatisfação da população pernambucana. Segundo escritor inglês então residente no Recife, era grande a insatisfação local ante a obrigatoriedade de se pagarem impostos para a manutenção da iluminação pública do Rio de Janeiro, enquanto no Recife era praticamente inexistente a dita iluminação;
- Grande seca que havia atingido a região em 1816 acentuando a fome e a miséria e ocasionando uma queda na produção do açúcar e do algodão, produtos que eram a base da economia de Pernambuco e que começaram a sofrer concorrência do algodão nos Estados Unidos e do açúcar na Jamaica;
- Influências externas com a divulgação das ideias liberais e iluministas, que estimularam as camadas populares de Pernambuco na organização do movimento de 1817;
- A crescente pressão dos abolicionistas da Europa que vinha criando restrições gradativas ao tráfico de escravos, mão de obra que se tornava cada vez mais cara e que era o motor de toda a economia agrária pernambucana;[10]

## O decorrer da revolução
A revolução iniciou-se com a ocupação do Recife, em 6 de março de 1817. No regimento de artilharia, o capitão José de Barros Lima, conhecido como "Leão Coroado", reagiu à voz de prisão e matou a golpes de espada o comandante Barbosa de Castro. Depois, na companhia de outros militares rebelados, tomou o quartel e ergueu trincheiras nas ruas vizinhas para impedir o avanço das tropas monarquistas. O governador Caetano Pinto de Miranda Montenegro refugiou-se no Forte do Brum, mas, cercado, acabou se rendendo. Os conjurados tinham um plano de manter o governador preso em seu palácio, mas ele se rendeu e fugiu em uma galeota para o Rio de Janeiro, a partir dessa situação inesperada, os revoltosos formaram dois partidos, divididos pela ponte de Santo Antônio. O primeiro grupo era formado por marinheiros e portugueses europeus e o segundo por insurgentes, senhores de Boa Vista e Santo Antônio, resultando em desordem e massacre dos revoltosos.
O movimento foi liderado pelo militar e comerciante, Domingos José Martins, capixaba e pelo Padre João Ribeiro, pernambucano, com o apoio de Domingos Teotônio Jorge, Vigário Tenório, José Luís de Mendonça, José de Barros Lima, Padre Miguelinho, Padre Roma, Antônio Henriques Rabelo, Gervásio Pires, Antônio Carlos de Andrada (irmão de José Bonifácio), Manuel Corrêa de Araújo, José de Barros Falcão de Lacerda (que cinco anos mais tarde comandaria as tropas brasileiras na Batalha de Pirajá, principal confronto da Independência da Bahia), Cruz Cabugá, Vigário de Santo Antônio, Frei Caneca, entre outros. Embora os revolucionários fossem em sua maioria pernambucanos de nascimento, havia indivíduos oriundos de várias partes do Brasil, como Domingos José Martins, natural do Espírito Santo, Francisco José da Silveira, natural de Minas Gerais, e Antônio Carlos de Andrada, natural de São Paulo.
Por volta das duas horas da tarde, quando deixava seu gabinete (localizado nas proximidades da Igreja da Madre de Deus), o cônsul inglês Jonh Lempriere foi surpreso pelos disparos de armas de fogo e pelas badaladas dos sinos, os ruídos originavam-se do outro lado da ponte, em Santo Antônio. O cônsul, temendo por sua vida, teve que dormir em casa de amigos. Durante a madrugada do dia seguinte, uma peleja ocorreu no Campo do Erário (atualmente, a Praça da República) entre os realistas e os rebeldes. Com a derrota dos últimos, a Casa do Erário (casa da Fazenda Real ou Tesouro Régio) foi prontamente ocupada e ordens foram dadas para que a bandeira do Reino Unido fosse arriada e em seu lugar hasteada a bandeira revolucionária inicialmente totalmente branca. Tendo conseguido dominar o Governo de Pernambuco, os revoltosos se apossaram do tesouro, instalaram um governo provisório e proclamaram a República.
Em 29 de março foi convocada uma assembleia constituinte, com representantes eleitos em todas as comarcas. Nela, foi estabelecida a separação entre os poderes Legislativo, Executivo e Judiciário; o catolicismo foi mantido como religião oficial — porém com liberdade de culto —; foi proclamada a liberdade de imprensa (uma grande novidade no Brasil); e foram abolidos alguns impostos. A escravidão, entretanto, foi mantida.
À medida que o calor das discussões e a revolta contra a opressão portuguesa aumentavam, crescia, também, o sentimento de patriotismo dos pernambucanos.
Na famosa “Proclamação ao povo”, divulgada logo após a nomeação do Governo Provisório em 8 de março de 1817, coube a Padre Miguelinho fazer o anúncio oficial, que terminava dizendo que “A Pátria é a nossa mãe comum, vós sois seus filhos, sois descendentes dos valorosos lusos, sois portugueses, sois americanos, sois brasileiros, sois pernambucanos”.

## Expansão
Emissários da revolução estiveram no Rio de Janeiro e depois na Bahia, mas as tentativas de obter apoio fracassaram. Na Bahia, José Inácio Ribeiro de Abreu e Lima, o Padre Roma, foi preso ao desembarcar e imediatamente fuzilado por ordem do governador, o português Marcos de Noronha e Brito, Conde dos Arcos. A população comemorou a prisão com um cântico: “Bahia é cidade / Pernambuco é grota / Viva conde d’Arcos / Morra patriota!”.

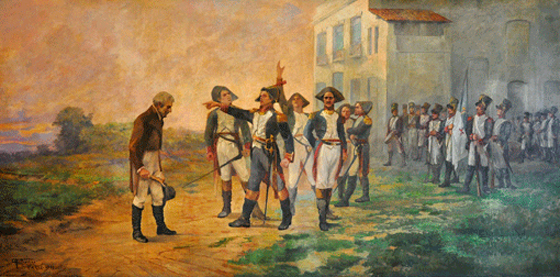
José Peregrino, um dos revolucionários da Paraíba condenados à morte pelo crime de lesa-majestade, foi enforcado e esquartejado com dezenove anos incompletos.

Em 16 de março, ocorreu a adesão da Paraíba. Participaram Amaro Gomes Coutinho, Francisco José da Silveira, José Peregrino, Padre Antônio Pereira, Inácio de Albuquerque Maranhão, entre outros. O vigário de Pombal, José Ferreira Nobre, assumiu a função de propagá-la em todo o sertão paraibano. Como único caminho que ligava o interior ao mundo civilizado, Patos também se tornou rota dos revolucionários.
No Rio Grande do Norte, o movimento conseguiu a adesão do proprietário de um grande engenho de açúcar, André de Albuquerque Maranhão, que depois de prender o governador, José Inácio Borges, ocupou Natal e formou uma junta governativa, porém não despertou o interesse da população e foi tirado do poder em poucos dias. O jornalista Hipólito José da Costa foi convidado para o cargo de ministro plenipotenciário da nova república em Londres, mas recusou.
No Ceará, Bárbara de Alencar, pernambucana radicada no Cariri, e seu filho, Tristão Gonçalves, aderiram ao movimento, mas foram detidos pelo Capitão-mor do Crato, José Pereira Filgueiras, por ordem do governador cearense Manuel Inácio de Sampaio e Pina Freire. José Pereira Filgueiras participou mais tarde da luta pela Independência do Brasil no Maranhão e da Confederação do Equador, quando se uniu a Tristão Gonçalves contra o governo imperial, sendo considerado um de seus heróis.

## Repressão
|                                                                                    |  |                                                          |
| Página do processo de julgamento dos líderes da revolução, 1819. Arquivo Nacional. |  | Luís do Rego Barreto, o algoz da Revolução Pernambucana. |

A repressão ao movimento foi sangrenta. Tropas portuguesas chefiadas pelo general Luís do Rego Barreto avançaram pelo sertão de Pernambuco a partir do território baiano, enquanto uma força naval despachada do Rio de Janeiro bloqueou o porto do Recife. Em poucos dias 8 mil homens cercavam a capitania. No interior, a batalha decisiva foi travada na localidade de Ipojuca. Derrotados, os revolucionários tiveram de recuar em direção ao Recife. Em 19 de maio as tropas entraram na cidade e a encontraram abandonada e sem defesa. O governo provisório, isolado, se rendeu no dia seguinte.
Como de início não havia governador português em Pernambuco, os revoltosos iam sendo despachados para a Bahia na medida em que eram capturados. Mas com a chegada de Luís do Rego Barreto, instalou-se um tribunal militar e os julgamentos passaram a ser feitos no Recife. Quatorze réus foram executados pelo crime de lesa-majestade, a maioria enforcados e esquartejados, enquanto outros foram fuzilados. O Padre João Ribeiro suicidou-se, mas o seu corpo foi desenterrado, esquartejado e sua cabeça exposta em praça pública. Um episódio que emocionou até os carrascos foi o de Vigário Tenório, que foi enforcado e decepado, teve as suas mãos cortadas e o corpo arrastado pelas ruas recifenses. Além disso, trezentos revoltosos morreram em combate, cem foram degredados e muitos pereceram por maus-tratos na prisão. Houve ainda estupros de filhas e mulheres dos revolucionários e sequestro dos seus bens.
Também em retaliação, foi desmembrada de Pernambuco, com sanção de João VI de Portugal, a comarca das Alagoas, cujos proprietários rurais haviam se mantido fiéis à Coroa, e como recompensa, puderam formar uma capitania autônoma.
Apesar de os revolucionários terem ficado no poder menos de três meses, conseguiram abalar a confiança na construção do império americano sonhado por Dom João VI. A coroa nunca mais estaria segura de que seus súditos eram imunes à contaminação das ideias responsáveis pela subversão da antiga ordem na Europa.

## Auxílio externo
Em maio de 1817, Antônio Gonçalves da Cruz, o Cruz Cabugá, desembarcou na Filadélfia (Estados Unidos) com 800 mil dólares (atualizado ao câmbio de 2007 em aproximadamente 12 milhões de dólares) na bagagem com três missões:
1. Comprar armas para combater as tropas de Dom João VI;
2. Convencer o governo americano a apoiar a criação de uma república independente no Nordeste brasileiro;
3. Recrutar alguns antigos revolucionários franceses exilados em território americano para, com a ajuda deles, libertar Napoleão Bonaparte, exilado na Ilha de Santa Helena, que seria transportado ao Recife.

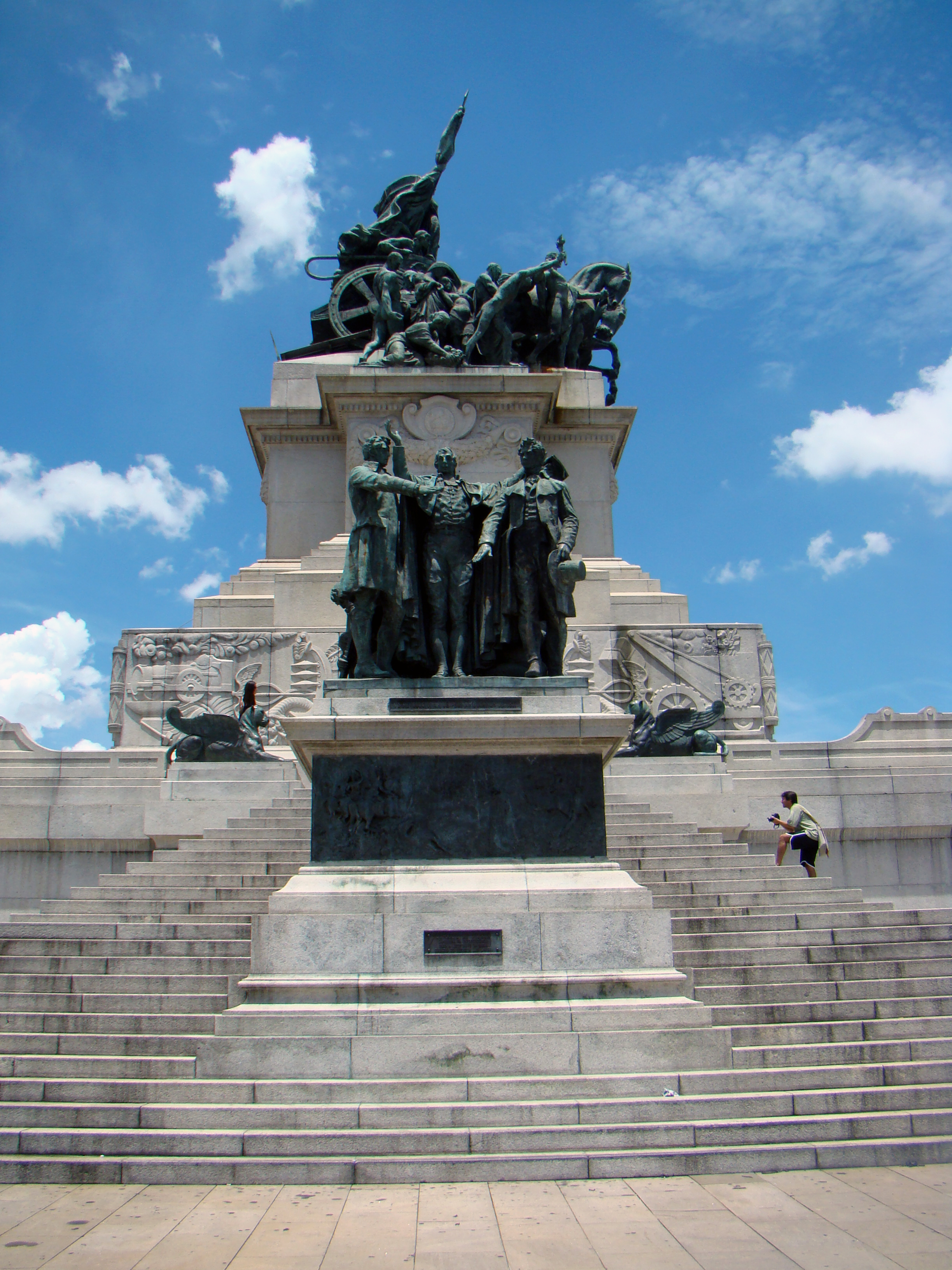
Grupo de esculturas representando Os Revolucionários Pernambucanos de 1817 na lateral direita do Monumento à Independência do Brasil, em São Paulo.

Porém, na data de chegada do emissário aos Estados Unidos, os revolucionários pernambucanos já estavam sitiados pelas tropas monarquistas portuguesas e próximas da rendição. Quando chegaram ao Brasil os quatro veteranos de Napoleão recrutados conde Pontelécoulant, coronel Latapie, ordenança Artong e soldado Roulet, muito depois de terminada a revolução, foram presos antes de desembarcar.
Em relação ao governo americano, Cruz Cabugá chegou a se encontrar com o secretário de Estado, Richard Rush, mas somente conseguiu o compromisso de que, enquanto durasse a rebelião, os Estados Unidos autorizariam a entrada de navios pernambucanos em águas americanas e que também aceitariam dar asilo ou abrigo a eventuais refugiados, em caso de fracasso do movimento.

## Data Magna
Em 2007, o dia 6 de março foi declarado a Data Magna de Pernambuco, em virtude da Revolução Pernambucana.
Em 2009, o Governo de Pernambuco aprovou outra lei, alterando a Data Magna do Estado para o primeiro domingo de março.
Em 2017, por ocasião do bicentenário da Revolução Pernambucana, o Governo de Pernambuco aprovou uma nova lei, alterando novamente a Data Magna do Estado para 6 de março e reinstituindo assim o dia como feriado civil.

## Literatura e Cinema

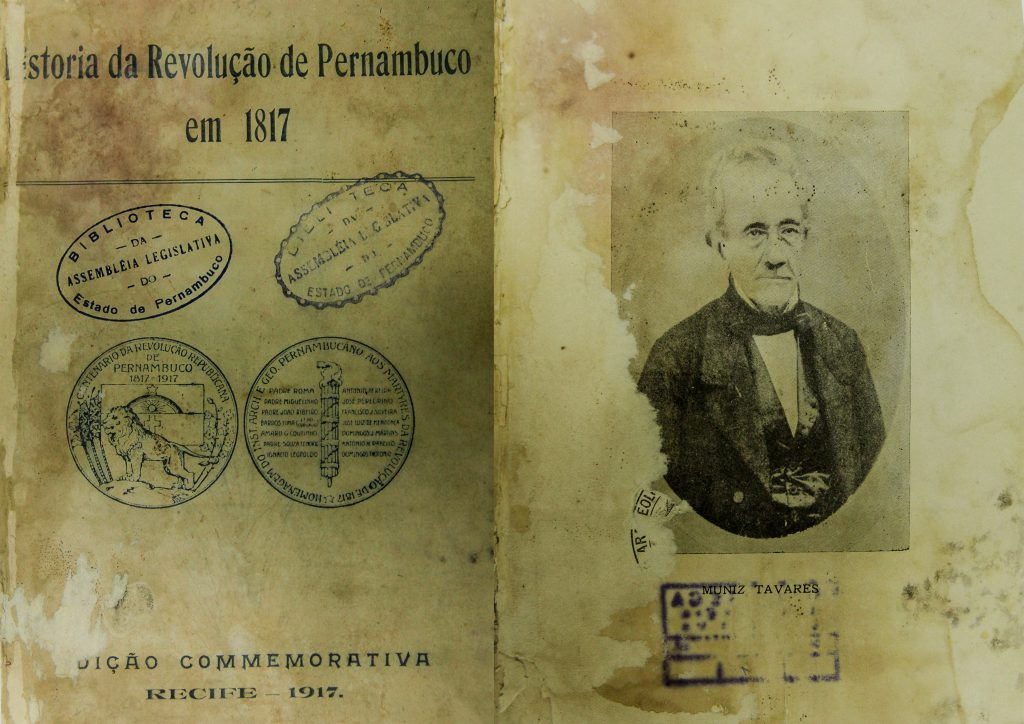
A História da Revolução de Pernambuco em 1817, edição comemorativa ao centenário da Revolução Pernambucana, de autoria de Francisco Muniz Tavares.

Em comemoração aos 200 anos da Revolução, foi lançado o livro A Noiva da Revolução (2007), do jornalista e escritor Paulo Santos de Oliveira. A obra, que descreve a história em gênero de romance, narra a paixão entre Maria Teodora da Costa, uma jovem pernambucana filha de um português aristocrata, e o comerciante capixaba Domingos José Martins, em meio ao desenrolar da revolução.
Com base no livro, também foi lançado no mesmo ano de 2007 o filme 1817: A Revolução Esquecida, docudrama com direção e produção de Tizuka Yamazaki e Ricardo Favilla, e apoio do Ministério da Educação, numa parceria com a TV Escola e a produtora Rio de Cinema Produção Culturais, sendo o episódio de estreia do programa História na TV Escola. A personagem Maria Teodora da Costa é interpretada pela atriz Klara Castanho, que divide a atuação principal com Bruno Ferrari no papel do revolucionário Domingo José Martins.

## Revoltosos assassinados:
1. Domingos José Martins – Principal líder da revolução, comerciante e intelectual.     
2. José Luiz de Mendonça – Padre e revolucionário.                                                                    
3. José de Barros Lima (o "Leão Coroado") – Capitão do exército rebelde.                                 
4. Antônio Henriques Rabelo – Advogado e um dos mentores do movimento.                             
5. Cruz Cabugá – Revolucionário e emissário da República de Pernambuco no exterior.           
6. João Ribeiro Pessoa de Melo Montenegro – Padre e líder revolucionário (suicidou-se antes da execução).                                                                                                                                
7. Vicente Lins e Silva (Padre Lins) – Padre envolvido na conspiração.                                        
8. Antônio de Oliveira Ledo – Militar e líder rebelde.                                                                     
9. João Nepomuceno Carneiro da Cunha – Comerciante e apoiador da revolução.                  
10. Manuel Joaquim de Barcelos – Fazendeiro e revolucionário.                                               
11. Francisco José de Barros Pimentel – Oficial militar rebelde.                                                 
12. José Mariano de Albuquerque – Revolucionário e membro do governo provisório.              
13. Manuel Gomes de Melo – Outro líder militar rebelde.                                                            
14. Francisco de Paula Gomes dos Santos – Envolvido na organização do movimento.